# Utrechtse Historische Studentenkring
De Utrechtse Historische Studentenkring, of UHSK, is een studievereniging voor studenten geschiedenis aan de Universiteit Utrecht. De vereniging had aan het begin van het academisch jaar 2018/19 ongeveer 1400 leden. Hiermee is de UHSK een van de grootste studieverenigingen geschiedenis van Nederland. 

## Geschiedenis
De Utrechtse Historische Studentenkring is op 5 maart 1926 opgericht door de heren T.S. Jansma en J.J. Beyerman van het toen net gestarte Instituut voor Middeleeuwse Geschiedenis. Hiervoor zijn zij later tot ereleden van de vereniging benoemd. Het doel van de UHSK was het bevorderen van de samenwerking tussen de historici. 
Gedurende de Tweede Wereldoorlog lag het verenigingsleven grotendeels stil en was ook de Utrechtse Historische Studentenkring inactief. Desalniettemin bleef de UHSK wel bestaan en pakte zij de draad weer op na de oorlog. In deze jaren veranderde het karakter van de vereniging, wat in de jaren zeventig leidde tot een marxistische golf binnen de UHSK. Het bestuur werd in deze jaren afgeschaft, de archieven werden in de gracht gegooid en er werd meegedaan aan landelijke protestacties. De bestuurslinten met de originele penningen leken hetzelfde lot beschoren als de archieven, maar door de gezamenlijke inspanningen van de bestuursleden van het 41e bestuur (1967-1968) zijn de penningen tot op de dag vandaag bewaard gebleven en worden deze nog steeds gebruikt. Het ledental liep echter snel terug en vanaf de jaren tachtig voerde de Utrechtse Historische Studentenkring weer een meer gematigde koers. Tegenwoordig is de vereniging politiek neutraal.  
De Utrechtse Historische Studentenkring heeft in haar historie regelmatig reizen georganiseerd. In de jaren dat de Berlijnse Muur werd gebouwd, reisden de leden naar de Duitse hoofdstad en in 1968 ging men naar Praag, toen zich daar de Praagse Lente voltrok. Tot op de dag van vandaag organiseert de UHSK jaarlijks een reis naar het buitenland. De reizen voerden de studenten onder meer naar Istanboel, Sint-Petersburg en Boekarest.
De vereniging viert elke 5 jaar haar lustrum met een speciale lustrumcommissie die in het kader hiervan extra activiteiten en feestelijkheden organiseert. In 2026 zal de vereniging haar eerste centennium vieren. Ter ere van dit centennium wordt er in samenwerking met het departement Geschiedenis van de Universiteit Utrecht een boek samengesteld over de geschiedenis van de vereniging.

## Activiteiten
De UHSK heeft 23 verschillende commissies die verschillende activiteiten organiseren, van lezingen tot sporttoernooien. Daarnaast produceert de UHSK een verenigingsblad (Argus) en een wetenschappelijk tijdschrift (Aanzet).
Veel UHSK-leden zijn daarbij ook betrokken bij de introductieweek voor eerstejaars geschiedenisstudenten, die wordt georganiseerd door het departement Geschiedenis en Kunstgeschiedenis.
Ieder jaar organiseert de UHSK in opdracht van het college van bestuur van de Universiteit Utrecht een Holocaust Memorial Day, waar verschillende lezingen worden gegeven over de Holocaust en andere genocides. Sinds 2014 vindt deze activiteit plaats in de aula van het Academiegebouw (Utrecht) van de Universiteit Utrecht. Sprekers zijn doorgaans afkomstig uit de academische wereld als uit het maatschappelijk veld.  

## Bekende oud-leden
- Hermann von der Dunk
- Johanna Maria van Winter
- Agnes Jongerius
- Charles Groenhuijsen
- Beatrice de Graaf
- Joost de Vries